# Яйцекладні тварини

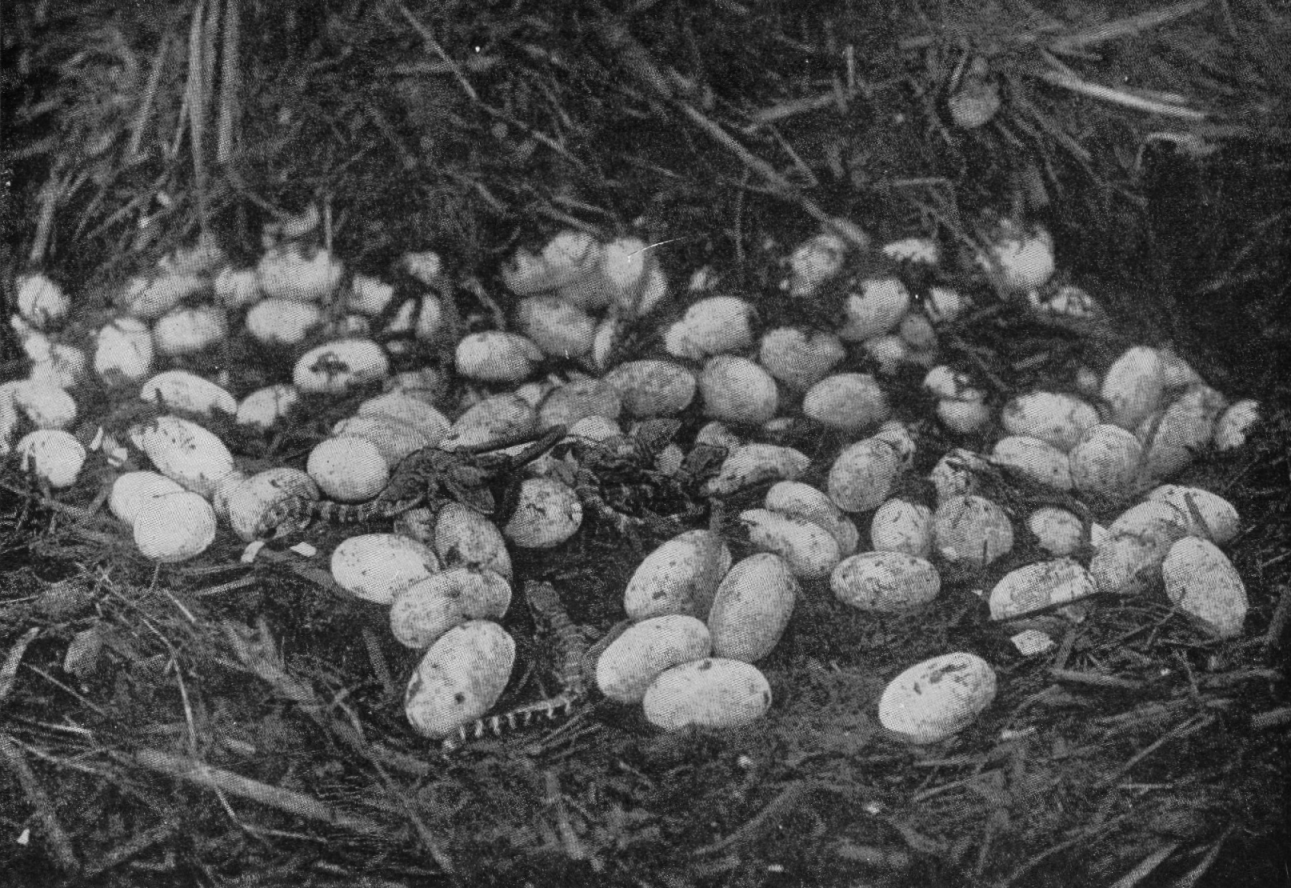
Яйця алігатора та дитинчата, що щойно вилупилися.

Яйцекла́дні твари́ни — тварини, що при розмноженні відкладають яйця, в яких на момент залишення організму матері ступень розвитку ембріону незначний, або відсутній зовсім. Цей метод розмноження використовується всіма птахами і однопрохідними ссавцями та більшістю риб, земноводних, плазунів, комах і павукоподібних.
Наземні організми, такі як комахи та плазуни, відкладають яйця зазвичай захищені жорсткою оболонкою (шкаралупою), майже виключно після закінчення процесу внутрішнього запліднення. Водні організми, такі як риби і земноводні, відкладають м'якші яйця, так звану ікру, ще до процесу запліднення. В цьому випадку яйця (ікра) запліднюються в процесі відкладення самцем сперми поверх них — так званого зовнішнього запліднення. 
Майже всі риби, земноводні і плазуни, що не є яйцекладними, є яйцеживородними, тобто яйця утворюють та залишаються під час розвитку ембріона всередині організму матері (або, у випадку морського коника, батька). Дійсна альтернатива яйцекладній стратегії — плацентарне живонародження, характерне для більшості ссавців (крім однопрохідних).
Загальна характеристика
Назва ряду обумовлена наявністю характерних ознак у всіх тварин цієї групи. 
Розмір яйцекладних тварин 30-70 см. Статура щільна, кінцівки стопоходячі, пристосовані для копання чи плавання. 
Однопрохідні тварини мають клоаку, що утворюється за рахунок злиття кінцевих відділів кишечника та сечостатевої системи. Аналогічно клоаку мають представники земноводних, плазунів і птахів. Також всі першозвірі відкладають яйця, а дитинчат, що вилупилися, самки вигодовують молоком. Сосків немає, трубчасті молочні залози відкриваються на залозистих полях отворами і малята злизують молоко.У дорослих тварин зубів немає, температура тіла низька й нестала. 
Будова скелета кінцівок, черепа, системи кровообігу, органів чуттів яйцекладних і плазунів подібні. 
Головний мозок першозвірів влаштований досить просто. Кора головного мозку звивин не має. Першозвірі вважаються теплокровними тваринами. Але незважаючи на наявність волосяного покриву, температура тіла яйцекладних відносно низька, і може змінюватися в значних межах (від 25 до 35 градусів) в залежності від коливань температури навколишнього середовища. 
Ряд яйцекладних ділиться на дві родини (качкодзьоби та єхидни), що включають шість видів.
Яйцекладні поширені в Австралії та островах, розташованих поблизу цього материка. 
Представники яйцекладних ссавців: качкодзьоби та єхидни. 
Єхидни (2 види) і проєхидни (3 види) є наземними риючими тваринами, які живуть у норах. Вони харчуються безхребетними тваринами, яких добувають з ґрунту, з-під каміння. На кінцівках єхидни є довгі кігті, щоб копати ґрунт. Тіло вкрите жорсткими голками (видозмінене волосся). Самка зазвичай відкладає одне яйце, яке виношує в шкірній сумці на черевному боці до його дозрівання. На відміну від єхидни, качкодзьоб веде напівводний спосіб життя. Ці тварини покриті густою жорсткою шерстю, яка практично не промокає у воді. Плавальна перетинка на кінцівках сприяє швидкому плаванню. Характерна наявність рогових чохлів на щелепах, які нагадують дзьоб гусеподібних. Звідси й пішла назва класу. Качкодзьоб харчується безхребетними тваринами, проціджуючи воду дзьобом. Гнізда качкодзьоби влаштовують в норах, де відкладають і висиджують одне-два яйця. Вважається, що єхидни — це вторинні наземні ссавці, що відокремилися від древніх водних тварин — качкодзьобів.